# 舊金薩赫河

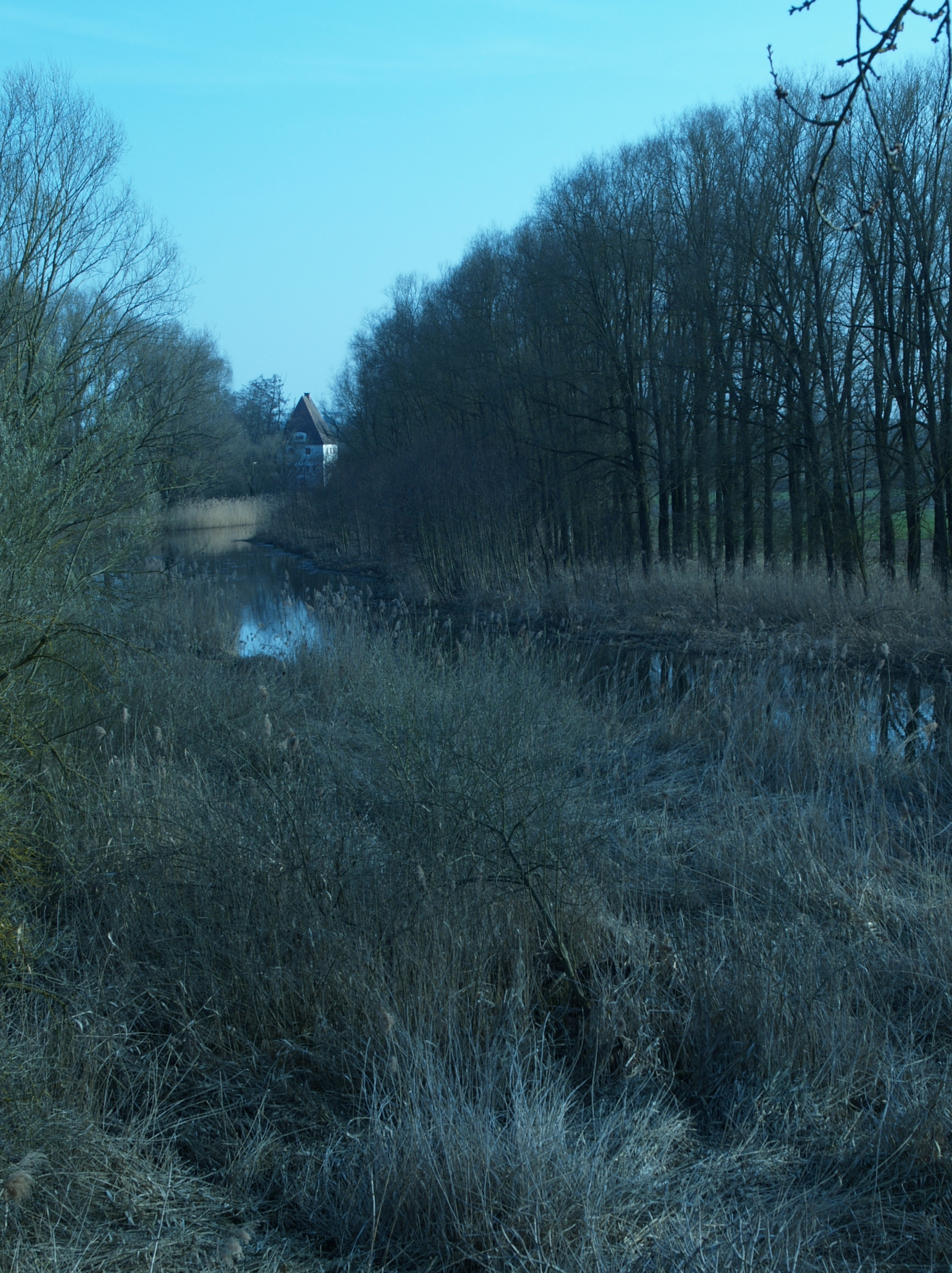

48°54′32″N 12°39′06″E / 48.90899°N 12.65162°E
舊金薩赫河（德語：Alte Kinsach），是德國的河流，位於該國東南部，由巴伐利亞負責管轄，屬於多瑙河的支流，河道全長3.8公里，流域面積10.9平方公里，河口處在博根。